# Рабин Игњат Шланг
Рабин Игњат Шланг (Класно, 20. октобар 1873 – Београд, 28. март 1942) био је рабин, писац, издавач књига и вероучитељ.

## Биографија
Рабин Игњат Шланг је рођен 20. октобра 1873. године, у месту Класно, у Пољској. Завршио је Високу рабинску школу у Братислави. Службовао је као хазан у Пакрацу. Почетком 20. века, са супругом Ружом и три сина, преселио се у Београд, где је почео рабинску службу у Ашкенаској општини. Сарађивао је са др Давидом Алкалајем у ционистичкој организацији и један је од оснивача Бнеи Брит ложа Србија 676 (1911). Био је циониста и српски патриота. 
У време Балканских ратова, држао је беседе у ашкенаској синагоги, а под његовим председништвом, Ашкенаска општина је уредила XXII резервну војну болницу. 
Био је стомачни болесник и сваке године је ишао на лечење у Тренчин (Мађарска). Избијање Првог светског рата, у јуну 1914, га је затекло тамо самог, где су га мађарске власти затвориле у логор. Пуштен је када се установило да има аустријско држављанство. Није могао да се врати у Београд, те се настанио у Загребу. Његова супруга је са децом побегла у Ниш, где се разболела од тифуса и умрла.
Допринео је грађењу синагоге у Космајској улици, у Београду. У темељ те зграде узидана је двојезична повеља на пергаменту стављеном у херметички затворен месингани цилиндар. Својеручно је написао текст повеље на хебрејском, а текст на српском језику написао је његов син Исидор. Повељу су потписали краљ Александар Карађорђевић и краљица Марија.
Држао је предавања у читаоници Јеврејског дома, и био је јеврејски вероучитељ за више разреде гимназије. Говорио је немачки и хебрејски. 
За допринос у Балканским ратовима, добио је Медаљу за заслуге Црвеног крста, а одликован је и Орденом Светог Саве IV реда. 
У мају 1941. године, ухапшен је и одведен је са сином Миланом и другим јеврејским лидерима, на „саслушање” у Беч и Грац. Враћен је у Београд, где је страдао у логору на Бањици, 28. марта 1942. године. 

### Дела
- Икареј хаемуна (Основи вере Мојсијеве за израиљску школску младеж) (1902);

- Јевреји у Београду Архивирано на веб-сајту  (24. март 2021), Београд 1926;
- Јевреји на североистоку Европе, Загреб 1927;
- Лашон вадат (Уџбеник јеврејског језика за почетнике), Београд 1938.